# Kadra Mahamoud Haid
Kadra Mahamoud Haid là một chính trị gia người Djibouti, một cố vấn chính trị, và là Đệ nhất phu nhân của Djibouti từ năm 1999. Bà là vợ của Tổng thống Ismaïl Omar Guelleh và hoạt động trong thực tế với tư cách là Phó Chủ tịch của ông.
Vào năm 2003, Haid đã nói chống lại việc cắt xén bộ phận sinh dục nữ (FGM), "Những hành động này không biến mất, ước tính hai triệu cô gái trẻ mỗi năm, 6.000 mỗi ngày, vẫn trải qua những lần cắt xén dưới mọi hình thức. Hậu quả rất nghiêm trọng, nó có thể gây tử vong do xuất huyết, nhiễm trùng tiết niệu, u nang và khó sinh nở, chưa kể đến tổn thương tâm lý. "  Mặc dù luật năm 1995 đã cấm FGM, nhưng ước tính 98% phụ nữ ở Djibouti là nạn nhân của nó.
Doanh nhân người Somalia Abdourahman Boreh, một trong những người giàu nhất ở Djibouti, đã bị trục xuất vì tranh chấp đầu tư với Haid.
Vào năm 2014, bà thông tin rằng Guelleh "giữ sức mạnh và quyền lực tối cao, chỉ chia sẻ nó với người vợ có ảnh hưởng của mình". Tình báo Châu Phi đã tuyên bố rằng bà "hoạt động như một loại phó tổng thống".

## Cuộc sống cá nhân
Cùng với chồng, Ismaïl Omar Guelleh, bà có hai con gái, cố vấn tổng thống Haibado và nữ doanh nhân Fatouma-Awo. Bà có một đứa con trai từ cuộc hôn nhân đầu tiên, Naguib Abdallah Kamil, người được cho là đang chuẩn bị cho "trách nhiệm chính trị cao", và một cô con gái, Nazli, là một nữ doanh nhân.